# The Bletchley Circle
The Bletchley Circle ist eine britische Krimiserie über vier Frauen, die im Zweiten Weltkrieg am englischen Landsitz Bletchley Park, Sitz der damaligen zentralen militärischen Dienststelle, als Kryptoanalytikerinnen an der Entschlüsselung des deutschen Nachrichtenverkehrs gearbeitet haben. Die erste der zwei Staffeln beginnt mit der Handlung 1952 und Rückblenden in die Zeit ihrer Arbeit während des Zweiten Weltkrieges.

## Produktion
| Figur           | Darsteller          | Deutscher Sprecher |
| --------------- | ------------------- | ------------------ |
| Susan           | Anna Maxwell Martin | Elena Wilms        |
| Millie          | Rachael Stirling    | Ela Nitzsche       |
| Jean            | Julie Graham        | Dagmar Dreke       |
| Lucy            | Sophie Rundle       | Mia Diekow         |
| Timothy         | Mark Dexter         | Martin Lohmann     |
| Alice Merren    | Hattie Morahan      | Esther Barth       |
| Masters         | Paul Ritter         | Wolf Frass         |
| John Richards   | Paul McGann         | Robert Missler     |
| Marta           | Brana Bajic         | Ulrike Johannson   |
| Malcolm Crowley | Steven Robertson    |                    |

Die Serie besteht aus zwei Staffeln mit insgesamt sieben Episoden, die keine  durchgehende Haupthandlung erzählen. Vielmehr setzt sie sich zusammen aus einem Dreiteiler (Staffel 1) und zwei Zweiteilern (Staffel 2), die jeweils einen eigenen, abgeschlossenen Kriminalfall behandeln und übergreifend durch die sich fortsetzende Geschichte der Hauptfiguren und Rückblicke in deren gemeinsame Vergangenheit verknüpft sind.
Die Serie wurde vom 6. September 2012 bis zum 27. Januar 2014 bei ITV ausgestrahlt. Die deutschsprachige Erstausstrahlung fand erst nach Fertigstellung der zweiten Staffel vom 13. August bis zum 24. September 2014 bei Sony Entertainment Television statt. So musste das deutsche Publikum nicht, wie das englische, mit einer 15-monatigen Wartepause zurechtkommen.
Die erste Staffel wurde in London gedreht, in der zweiten Staffel kam der Originalschauplatz Bletchley Park hinzu.
Die deutsche Version wurde von Synch! Synch! Kino- und TV-Synchronisation GmbH in Hamburg synchronisiert. Dialogregie führte dabei Angelika Scharf.
Die Sendung wurde nicht um eine dritte Staffel verlängert. 2018 kündigten ITV und BritBox jedoch eine Spin-off-Serie mit dem Titel The Bletchley Circle: San Francisco an.

## Episodenliste
Alle Folgen besitzen keine eigenen deutschen Titel, es wurden die englischen Originaltitel übernommen.

### Staffel 1
Die erste Staffel besteht aus einem Dreiteiler, der die Anfänge des „Bletchley Circle“ und die Suche nach einem Serienmörder zeigt.
| Nr. (ges.) | Nr. (St.) | Deutscher Titel                  | Originaltitel                    | Erstausstrahlung GB | Deutschsprachige Erstausstrahlung (D) |
| --- | --------- | -------------------------------- | -------------------------------- | ------------------- | ------------------------------------- |
| 1 | 1         | Cracking A Killer’s Code, Teil 1 | Cracking A Killer’s Code, Part 1 | 6. Sep. 2012        | 13. Aug. 2014                         |
| Die vier Codeknackerinnen Susan, Jean, Millie und Lucy sind während des Zweiten Weltkrieges erfolgreich damit beschäftigt Geheimcodes der Nationalsozialisten zu entschlüsseln. Nach dem Ende des Krieges gehen alle ihrem Alltag nach. Susan entdeckt, als Rätselspezialistin der Truppe, ein Muster hinter einer ungeklärten Mordserie. Sie kann ihre ehemaligen Kolleginnen davon überzeugen ihr bei der Aufklärung zu helfen. Die Polizei ist allerdings skeptisch und glaubt Susan zunächst nicht. So machen sich die Vier alleine auf die Suche nach dem Mörder und entdecken eine noch nicht von der Polizei gefundene Frauenleiche. |           |                                  |                                  |                     |                                       |
| 2 | 2         | Cracking A Killer’s Code, Teil 2 | Cracking A Killer’s Code, Part 2 | 13. Sep. 2012       | 20. Aug. 2014                         |
| Nach eingehenden Studien alter Fälle, die sie, anders als die Polizei, zur Mordserie dazugehörig sehen, kommen sie zu dem Schluss, dass der Mörder im Bahnmilieu zu finden sein wird. Die Polizei verhaftet in der Zwischenzeit einen Verdächtigen, den Susan aber für unschuldig hält. Um den Mörder zu stellen, wollen sie ihm eine Falle stellen, bei der Lucy als Köder fungiert. Der Versuch geht jedoch schief. Sie wird fast vergewaltigt und als sie nach Hause kommt von ihrem Mann verprügelt, weil er denkt, dass sie eine Affaire hat. Susan nimmt derweil Kontakt zu Mr. Cavendish, einem früheren hohen Offizier und Mitarbeiter in Bletchley Park, auf. Dieser erzählt ihr von seinem ehemaligen Mitarbeiter Malcolm Crowley, der unter psychischen Problemen litt, nachdem er drei Tage lang nach einem Bombenangriff verschüttet worden war. Susan hält Crowley für verdächtig, dieser ist aber bei einem Unfall ums Leben gekommen.                                                                                                |           |                                  |                                  |                     |                                       |
| 3 | 3         | Cracking a Killer's Code, Teil 3 | Cracking a Killer's Code, Part 3 | 20. Sep. 2012       | 27. Aug. 2014                         |
| Während Lucy sich von der Prügelattacke erholt, forscht Susan weiter nach Crowley. Es stellt sich heraus, dass er seinen Tod wahrscheinlich nur vorgetäuscht hat, seine vermeintliche Leiche war bis zur Unkenntlichkeit verbrannt, und weitere sieben Frauen seit dem Krieg ermordet haben könnte. Susan sucht Crowleys ehemaligen Psychiater in seinem Krankenhaus auf. Dieses ist jedoch umgezogen und der Psychiater berentet. Der Mann, der die Tür öffnet stellt sich als Verwalter vor. Er will ihr helfen und lässt sie herein um in den alten Akten nachzusehen. Während ihres Gespräches kommt Susan der Verdacht, dass der Verwalter Crowley sein könnte und sie flieht. Als sie mit der Polizei zurückkommt ist Crowley verschwunden. Susan und ihre Freundinnen machen sich auf die Suche nach ihm, in dem sie sein Vorleben untersuchen und ein psychologisches Profil erstellen. Als sie die Schlinge enger ziehen, begeben sie sich in große Gefahr, aber Crowley wird von Millie erschossen, bevor er eine Handgranate zünden kann. |           |                                  |                                  |                     |                                       |

### Staffel 2
Die zweite Staffel wurde als Zweiteiler mit je einer Doppelfolge gedreht.
| Nr. (ges.) | Nr. (St.) | Deutscher Titel              | Originaltitel                | Erstausstrahlung GB | Deutschsprachige Erstausstrahlung (D) |
| --- | --------- | ---------------------------- | ---------------------------- | ------------------- | ------------------------------------- |
| 4 | 1         | Blood On Their Hands: Teil 1 | Blood On Their Hands: Part 1 | 6. Jan. 2014        | 3. Sep. 2014                          |
| Alice Merren, eine ehemalige Bletchley-Park-Angestellte im „Maschinenhaus“, wartet wegen der Mordsache am Wissenschaftler John Richards im Gefängnis auf ihren Prozess. Jean jedoch glaubt, trotz erdrückender Beweise, an Alices Unschuld und bittet den Rest des „Bletchley Circle“ um Mithilfe bei der Klärung des Falles. Ihre Ermittlungen enthüllen den fehlgeleiteten Grund – ein Verbrechen, das sie nicht begangen hat –, für den Alice bereit ist, die Todesstrafe durch Erhängen in Kauf zu nehmen. Die Frauen glauben, dass Richards eine Affaire mit einer Elizabeth Lancaster hatte. Sie hätte ihn vermutlich bestohlen und auch umgebracht. Alice will jedoch, konfrontiert mit den Tatsachen, immer noch nicht aussagen. Bei den weiteren Ermittlungen stellt sich heraus, dass Lizzi (Elizabeth) Alices und Johns Tochter ist und Alice sie decken will. Auf Lizzi wird ein Mordanschlag verübt. Es kommt heraus, dass sie Opfer einer Verschwörung ist. |           |                              |                              |                     |                                       |
| 5 | 2         | Blood On Their Hands: Teil 2 | Blood On Their Hands: Part 2 | 13. Jan. 2014       | 10. Sep. 2014                         |
| Die Frauen können Lancasters wahre Identität aufdecken, aber es beginnt ein Wettlauf mit der Zeit, um Alice durch eine Revision noch vor dem Galgen zu retten. Im Laufe der fortgesetzten Ermittlungen decken sie jedoch eine noch düstere Verschwörung auf. Im Krieg fiel dem britischen Militär das deutsche Giftgas Sarin in die Hände. Eine Wissenschaftseinheit unter Professor Masters testete es an Soldaten. Während Susan im Krankenhaus versucht, zu den Opfern Kontakt aufzunehmen, gehen die drei Anderen zu Professor Masters, nicht wissend, dass dieser noch aktiv ist. Masters bezichtigt die Frauen der Spionage und schießt Jean an. Die ertappte Susan kann jedoch den zuständigen Offizier davon überzeugen, dass ein Verbrechen vorliegt. Er schickt Soldaten zur Festnahme Masters aus und rettet damit die drei Frauen. |           |                              |                              |                     |                                       |
| 6 | 3         | Uncustomed Goods: Teil 1     | Uncustomed Goods: Part 1     | 20. Jan. 2014       | 17. Sep. 2014                         |
| Als Millie, vermutlich als Folge ihrer Verwicklung in dubiose Import-Geschäfte, gekidnappt wird, bittet Alice, aus Sorge um ihre Freundin, den „Bletchley Circle“ um Hilfe. Der maltesische Magros-Clan hält Millie in einem Hotel gefangen, wo sie entdeckt, dass es nicht nur um Parfum- und Zigarettenschmuggel geht, sondern auch um Mädchenhandel. Martha, die Clan-Chefin, konfrontiert Millie und Jasper, Millies Kontaktmann, mit der Forderung nach Begleichung von Geldschulden. Jasper nimmt die Schuld auf sich und Millie wird freigelassen mit dem Auftrag, ab sofort direkt mit dem Clan zusammenzuarbeiten. Im Schmuggelwaren-Lager finden die vier Frauen (Susan ist in Bombay) Jaspers Leiche. |           |                              |                              |                     |                                       |
| 7 | 4         | Uncustomed Goods: Teil 2     | Uncustomed Goods: Part 2     | 27. Jan. 2014       | 24. Sep. 2014                         |
| Eine Durchsuchung des Lagers durch die Polizei blieb ergebnislos. Dadurch wird den Frauen klar, dass der Clan Informanten bei der Polizei hat und sie selber aktiv werden müssen. Millie führt Jean als Großkundin bei Martha ein, wo es Lucy gelingt ein Blick in Marthas Auftragsbuch zu werfen. Auf Grund ihres fotografischen Gedächtnis kann sie die dort notierten Enigma-Codes wiedergeben. Daraus können sie den Termin und Ort der nächsten Warenlieferung entziffern und über einen in Lucy verliebten Polizisten dem Zoll einen Tipp geben, sodass die ganze Bande verhaftet werden kann. |           |                              |                              |                     |                                       |